# Mario Stahl
Carl Mario Stahl, född 8 februari 1908 i Kiel, Tyskland, död 19 januari 1975 i Malmö, var en tysk-svensk tecknare och grafiker.
Han var från 1949 gift med teckningsläraren Louise Leeb-Lundberg. Stahl studerade konst vid konstakademien i Berlin och under studieresor till Frankrike och Italien. Han medverkade i HSB utställningen God konst i alla hem 1950–1954, Nyårssalongen på läroverket i Helsingborg 1952, Liljevalchs Stockholmssalonger och en utställning med Utländska konstnärer på Konstnärshuset i Stockholm. Till världsutställningen i Paris 1957 arrangerade han en fris som gestaltande barnens villkor i samhället. Tillsammans med sin fru reste han 1953 till Västberlin där de samlade in ett omfattande material om flyktingbarnens bildkonst som senare visades på utställningar i Stockholm. 
Hans konst består av porträtt, figursaker och landskap samt teckningar med kvinnostudier, landskapsteckningar och reportageteckningar för några tidningar. Stahl finns representerad vid Kulturen i Lund.